# Chun-Hsien Wu
Chun-Hsien Wu (chinesisch 吳俊憲, Pinyin Wú Jùnxiàn; * 1967 in Pingtung, Taiwan) ist ein taiwanischer Tänzer und Choreograph.

## Biographie
Chun-Hsien Wu studierte bis 1992 Ballett, Modern Dance, „Bewegungen der Peking-Oper“ und Taijiquan (Tai Chi Chuan) am National Institute of Art in Taipeh mit Diplomabschluss. Danach hatte er von 1994 bis 2000 ein Engagement beim „Cloud Gate Dance Theatre“ unter der Leitung von Lin Hwai-min in Taipeh. 1998 trat er beim 25. Bühnenjubiläum des Tanztheaters Wuppertal unter Leitung der 2009 verstorbenen Choreographin Pina Bausch auf. 
Er lernte bei einem Gastauftritt in Wuppertal die französische Tänzerin und Choreographin Chrystel Guillebeaud kennen und gründete mit ihr 2000 die „Compagnie Double C“. Er wirkte in zahlreichen Ballettaufführungen und Performances als Tänzer und auch als Choreograph mit, so z. B. in „We’ll all go to heaven“.

## Auszeichnungen
Chun-Hsien Wu erhielt zusammen mit Chrystel Guillebeaud 2005 den von der Heydt-Förderpreis der Stadt Wuppertal.

## Filme
In mehreren Filmen bzw. Filmaufzeichnungen trat er als Tänzer oder Gastmitglied diverser Ensembles auf (Auswahl):
- (re)deflection (Regie: Frank N)
- Hirnsturm
- Moon Water
- Songs of the Wanderers